# Lasianthus ridleyi
Lasianthus ridleyi är en måreväxtart som beskrevs av George King och James Sykes Gamble. Lasianthus ridleyi ingår i släktet Lasianthus och familjen måreväxter. Inga underarter finns listade i Catalogue of Life.